# Ignacio Rodríguez Ortiz
Ignacio Rodríguez Ortiz, conosciuto anche come Nacho (Laredo, 6 novembre 1982), è un ex calciatore spagnolo, di ruolo attaccante.

## Palmarès

### Club

#### Competizioni nazionali
- Coppa d'Austria: 1

Ried: 2010-2011